# Rubem Alves
Rubem Alves (Boa Esperança, 15 de septiembre de 1933 - Campinas, 19 de julio de 2014)  fue un psicoanalista, educador, teólogo, poeta y escritor brasileño, autor de libros y artículos abordando temas religiosos, pedagógicos y existenciales, además de una serie de libros infantiles.

## Universitario y pastor
Entre 1953 y 1957 estudió Teología en el Seminario Presbiteriano de Campinas. Entre 1958 y 1963 fue profesor del Instituto Presbiteriano Gammon y pastor en la ciudad de Lavras (Minas Gerais). Viajó a Estados Unidos, donde obtuvo la maestría en Teología en el Union Theological Seminary de Nueva York, con la tesis "A Theological Interpretation of the Meaning of the Revolution in Brazil" (Una interpretación teológica del sentido de la revolución en Brasil). Posteriormente, obtuvo el doctorado en Filosofía, en el Seminario Teológico de Princeton, en 1968, con la tesis de grado originalmente titulada "Towards a theology of human liberation" (Hacia una Teología de la Liberación Humana), publicada en 1969 por Corpus Books, como "A Theology of Human Hope" (Una teología de la esperanza humana). En Brasil, sólo pudo ser publicada en 1987 por la Editora Papirus, como "Da Esperança".

## Profesor y escritor
De regreso a Brasil, fue nombrado profesor de la Facultad de Filosofía, Ciencias y Letras de Rio Claro. Luego enseñó en el Seminario Presbiteriano de Campinas y desde 1979 en la Universidad Estatal de Campinas, donde recibió el título de Profesor Emérito. Publicó numerosas crónicas, ensayos y cuentos, además de ser su propio pensamiento el o tema de diversas tesis, artículos y monografías. Muchos de sus libros han sido publicados en diferentes idiomas.
Con formación múltiple, transitó por la teología, el psicoanálisis, la sociología, la filosofía y la educación. Después de ser profesor universitario, tuvo un restaurante (la culinaria era una de sus pasiones y tema de algunos de sus textos). Vivía en Campinas, donde animaba un grupo llamado Canoeiros, que se reúne semanalmente para leer poesías.
Su mensaje era directo y a veces romántico, explorando la esencia del hombre y el alma del ser. Es algo así como un contrapunto de la visión actual del homo globalizadus que busca satisfacer deseos, muchas veces más allá de sus reales necesidades. En varios de sus textos cita pasajes da la Biblia, valiéndose de metáforas.
Es ciudadano honorario de Campinas, donde recibió la Medalla Carlos Gomes de contribución a la cultura.

## Teología
Rubem Alves es considerado por muchos estudiosos como una de las personalidades más relevantes en el escenario teológico brasilero. Sus reflexiones partieron del estudio crítico de los trabajos de Karl Barth, Jürgen Moltmann, Rudolf  Bultmann, Dietrich Bonhoeffer, Paul Lehmann, Paulo Freire y Herbert Marcuse. Con la concepción humanista de un mesianismo restaurador, desde los años 60 participó del movimiento latinoamericano de renovación de la teología. Influenciado por Richard Shaull, se centró en 1963 en su tesis de maestría en el estudio de la "revolución". Propició la reflexión sobre una teología liberadora, la luego llamada como el título original de su tesis de doctorado de 1968, Teología de la Liberación.
Su posición liberal le ocasionó graves problemas en sus relaciones con el protestantismo histórico y específicamente con los presbiterianos. Fue cuestionado por sus ideas y tuvo que abandonar el pastorado. Fue de esa experiencia que surgió su libro Protestantismo e Represión, que busca dilucidar los laberintos del recorrido histórico de este movimiento religioso. 
Le fue prohibido predicar en los púlpitos de la Iglesia presbiteriana, lo que no impidió que fuera invitado a predicar en la iglesia presbiteriana de Copacabana, en Río de Janeiro, en 2003, con ocasión de las conmemoraciones de la Reforma Protestante.
Escribió un libro sobre el futuro de la humanidad, Hijos del Mañana, donde trató de como un futuro libertador dependía de categorías que la ciencia occidental ha despreciado. Lanzó además un libro titulado Variaciones sobre la vida y la muerte, en el cual trata de construir una teología poética, preocupada por el cuerpo y por la vida en su real dimensión.

## Educación
Entiendo así la primera tarea del educador: dar a los alumnos razones para vivir... Todo lo demás son complementos.” Así entiende la educación Rubem Alves, que en este libro reivindica el derecho de los niños y niñas a vivir una escolaridad plena y placentera en la que los maestros han de enseñar con alegría y ser conscientes de que “enseñar es un ejercicio de moralidad”. Enseñar es hacer de aquel momento único e especial.  Ridendo dicere severum: riendo, decir cosas serias  Mostrando que verdaderamente esta es a forma más eficaz y cierta de transmitir conocimiento. Como mago, pero no como ilusionista. No como alguien que ilusiona y sí como quien cree y hace creer en lo que debe pasar.

## Psicoanálisis
A comienzos de la década de los 80 se hizo psicoanalista de la Sociedad Paulista de Psicoanálisis. Ha desarrollado su teoría y práctica psicoanalítica en torno a a idea de que el inconsciente es la fuente del arte y la belleza, rompiendo con la tradición psicoanalítica que describe el inconsciente como un subuniverso, con un repertorio de traumas, represiones y negaciones, juntamente con impulsos animales destructivos. Alves se enfoca en la visión de belleza de la persona, por ella misma, impulsándola a luchar contra lo que la oprime y subyuga. Afirma además que el psicoanálisis se debe se liberar de dogmatismos cientifizados y que "parte de nuestra neurosis proviene del deseo omnipotente de tener nuestros bolsillos llenos de verdades y certezas".

## Obra

### Filosofía de la religión
- O Enigma da Religião[9]
- O que é Religião?
- Protestantismo e Repressão
- Dogmatismo e Tolerância[10]
- O Suspiro dos Oprimidos

### Teología
- Da Esperança[11]
- Filhos do Amanhã[12]
- Creio na Ressurreição do corpo
- Variações sobre a vida e a morte
- Poesia, Profecia e Magia
- Pai Nosso
- O Poeta, o Guerreiro e o Profeta

### Biografía
- Gandhi: A magia dos gestos poéticos

### Filosofía de la ciencia y de la educación
- Conversas com quem gosta de ensinar
- Histórias de quem gosta de ensinar
- A alegria de ensinar
- Por uma educação romântica
- Entre a ciência e a sapiência: o dilema da educação
- Filosofia da Ciência
- Conversas sobre Educação

### Meditaciones y crónicas
- Tempus Fugit
- Navegando
- O Retorno e Terno
- O Quarto do Mistério
- Sobre o tempo e a eterna idade
- As contas de vidro e o fio de nylon
- Concerto para corpo e alma
- O amor que acende a lua

### Literatura infantil y juvenil
- A árvore e a aranha
- A história dos três porquinhos
- A libélula e a tartaruga
- A menina, a gaiola e a bicicleta
- A menina e o pássaro encantado
- A operação de Lili
- A Pipa e a Flor
- A volta do pássaro encantado
- Como nasceu a alegria
- Histórias de bichos
- O patinho que não aprendeu a voar
- Os morangos

Su más reciente obra, Poesia do encontro fue escrita en conjunto con Elisa Lucinda.